# Dan DiDio
Dan DiDio (New York City, 13 ottobre 1959) è un fumettista e editore statunitense.
Insieme a Jim Lee, è stato co-publisher della DC Comics dal 2010 al 2020, periodo nel quale ha partecipato e promosso diverse iniziative ed eventi, come 52, Crisi finale, The New 52 e Rinascita.

## Biografia
Nel 1981 comincia la sua carriera nell'industria televisiva, che lo porterà a lavorare come scrittore freelancer alle serie animate ReBoot e War Planets per Mainframe Entertainment.
Viene assunto in DC Comics nel 2002 come sceneggiatore della serie Superboy e poi come vice president–editorial.
Per il suo lavoro, viene eletto "Man of the Year" del 2003 dalla rivista Wizard e promosso nel 2004 a vice president-executive editor.
Dal 2006 scrive l'editoriale DC Nation, inizialmente destinato ai soli albi della serie 52 e poi esteso alle testate successive.
Torna a sceneggiare fumetti nel 2008 con alcuni speciali di Halloween, per poi passare alla serie regolare Metal Men pubblicata all'interno del settimanale antologico Wednesday Comics. In questo periodo cura i crossover Crisi finale e La notte più profonda.
Il 18 febbraio del 2010 Diane Nelson, presidente di DC Entertainment, lo nomina co-publisher di DC Comics, insieme a Jim Lee. Con quest'ultimo lancia l'evento Nel giorno più splendente e, due anni dopo, il reboot The New 52, che azzera la continuity dell'universo DC e risulta un grande successo di vendite. Per il rilancio DiDio scrive le serie OMAC (con Keith Giffen), un arco narrativo dedicato ai Challengers of the Unknown su DC Universe Presents (con Jerry Ordway) e Phantom Stranger (con Brent Anderson). Nel 2014 scrive la testata Infinity Man and the Forever People, nuovamente in coppia con Giffen.
In seguito cura i rilanci DC You e Dark Matter, entrambi di scarso successo commerciale. Per quest'ultimo scriverà la serie Sideways con Justin Jordan e Kenneth Rocafort. Tali insuccessi, uniti al progressivo calo di vendite dagli inizi del reboot, spingono DiDio e Lee a fare un passo indietro e tentare di ripristinare la continuity precedente ai The New 52 con un ulteriore rilancio: Rinascita. Nonostante il buon riscontro iniziale, le vendite tornano a stagnare, portando DC Comics a licenziare DiDio il 21 febbraio 2020.
Nell'aprile del 2022 viene annunciato come nuovo publisher della neonata casa editrice Frank Miller Presents di Frank Miller, per la quale scrive la serie supereroistica Ancient Enemies, disegnata da Danilo Beyruth.